# Ardoisières de Trélazé
Les ardoisières de Trélazé sont un ensemble d'exploitations de schistes ardoisiers dans la commune de Trélazé, en Maine-et-Loire. Les ardoisières de Trélazé sont les dernières à avoir été maintenues en activité en France. Leur fermeture, annoncée en novembre 2013, est effective depuis le 29 mars 2014. L'ancien site d'exploitation des ardoisières d'Angers-Trélazé a été classé en zone naturelle d'intérêt écologique, faunistique et floristique en raison de sa biodiversité.

## Localisation
Les carrières des ardoisières de Trélazé sont localisées principalement sur le territoire communal de Trélazé, avec des extensions sur la commune d'Angers et jusqu'aux confins de celle de Saint-Barthélemy-d'Anjou. 

## Géologie
La commune de Trélazé s'étend sur un terrain du Silurien inférieur. C'est à l'ouest du bourg que s'étend un vaste dépôt de schiste ardoisier.

## Historique

### Les prémices de l'exploitation

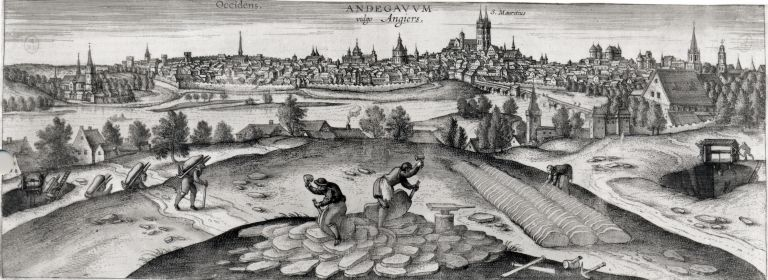
Angers vue de l'actuel plateau des capucins. Gravure de 1561 détaillant au premier plan l'extraction du schiste à dos d'homme (hottée) à gauche, le fendage des ardoises au centre et le puisement de l'eau dans les carrières à droite.

La maîtrise de l'exploitation ardoisière dans la région d'Angers est perceptible dès le Néolithique.
Une légende attribue à saint Lézin l'introduction de l'ardoise dans les toitures angevines au VIe siècle. En réalité, ce matériau est d'abord utilisé surtout comme pierre à bâtir dans la construction des murs de maisons, de manoirs et de châteaux, comme le suggèrent les traces d'exploitation d'ardoisières trouvées au VIIIe siècle. Les documents montrent que les premières exploitations de l'ardoise en Anjou remontent au IXe siècle pour les pierres tombales et au XIe siècle pour les couvertures. L'essor de l'exploitation des ardoises date seulement du XVe siècle, comme l'atteste l'ouverture en 1406, au lieu-dit Tirepoche, d'une première carrière à ciel ouvert. Les premières exploitations sont rudimentaires, l'extraction artisanale effectuée au hasard et selon les besoins. Jusqu'au XVIIIe siècle, l'ardoise est extraite à dos d'homme par « hottées », et le pompage de l'eau est effectué par des tours à bras.
Les ardoises extraites de Trélazé sont utilisées pour la couverture du château de Chambord en 1539.
Le 9 novembre 1619, Marie de Médicis visite une ardoisière à Trélazé. En 1678, le philosophe anglais John Locke visite les ardoisières de Trélazé et en fait une description. On estime à cette époque que les ardoisières occupent au total 250 ouvriers, d'une paye journalière moyenne de 10 sols. La production d'ardoise est estimée à 5 millions d'unités.
En 1735, la levée sur la Loire est achevée, permettant aux ardoisières de se développer plus près du fleuve, où la qualité de l'ardoise est bonne. Des accidents par noyades ont cependant toujours lieu, notamment aux lieux-dits la Noë et Terre-Rouge. En 1762, le nombre d'ouvriers travaillant dans des ardoisières est estimé par l'Intendant de la Généralité de Tours à 1200 pour l'ensemble de l'agglomération d'Angers, payés en moyenne 20 sols par jour. La production pour l'ensemble de l'agglomération est estimée à 26 750 000 d'ardoises par an.

### L'industrialisation

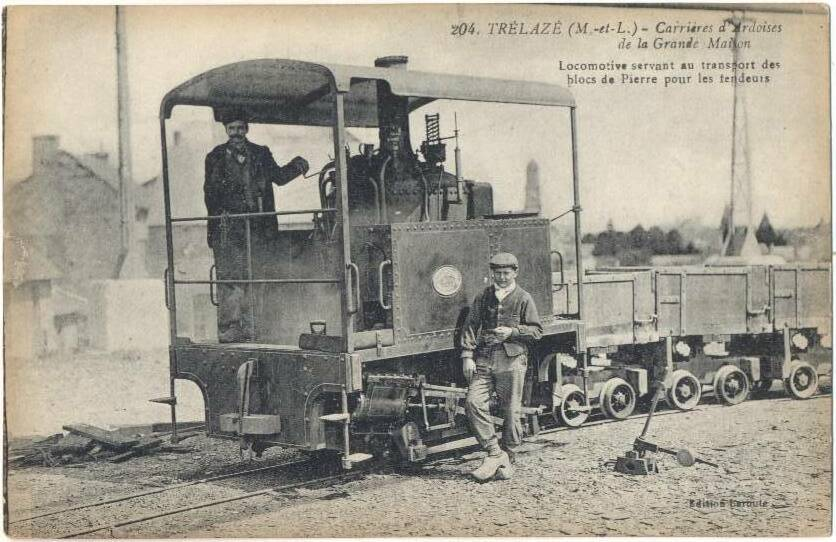
Trélazé - Carrière d'Ardoises de la Grande Maison.

L'industrie ardoisière est en crise au début du XIXe siècle. En 1806, il ne subsiste à Trélazé que trois carrières : Gravelle, Brémandière et des Carreaux. En 1808, plusieurs marchands signent un traité de « société commerciale en participation » pour faire face à la crise. En 1830, on trouve 11 carrières dans l'agglomération d'Angers, dont 4 à Trélazé (Gravelle, Brémandière, des Carreaux et Aubinière). 981 ouvriers y travaillent, produisant environ 38 millions d'ardoises par an. 
On installe une première machine à vapeur en 1830 dans une carrière de Trélazé. En 1842, on en compte 6, et 23 en 1853. Elles permettent de remplacer la traction animale lors de l'extraction de la pierre et assurent un pompage plus efficace de l'eau.
En 1838, c'est la première tentative d'extraction souterraine, aux Grands-Carreaux. En 1847, on installe une usine à gaz permettant d'éclairer les galeries souterraines de la mine.
Dans la nuit du 26 au 27 août 1855, environ 400 ouvriers des ardoisières armés et membres de la société secrète de La Marianne marchent sur Angers. Ils sont interceptés par la police et la gendarmerie au faubourg Bressigny. En octobre, lors du procès, 94 « mariannistes » sont jugés par la cour d'assise pour atteinte à la sûreté de l'État, tandis que 142 autres passent en correctionnelle. Plusieurs peines de déportation sont prononcées, dont 15 pour Cayenne. Trois d'entre eux y mourront.
Le 4 juin 1856, les levées de la Loire cèdent et inondent les carrières. Environ 2 000 personnes, encerclées par les eaux, se réfugient sur les buttes d'ardoises. Le 9 juin, Napoléon III se rend sur place et parcourt les zones inondées en bateau où il est accueilli par une foule immense d'ouvriers et leurs familles, toujours réfugiés sur les hauteurs. Un crédit de 100 000 francs est ouvert pour la construction d'une digue, et des subsides sont donnés aux familles sinistrées.
En 1859, les condamnés de La Marianne sont amnistiés. Dès les années 1860, les sociétés ardoisières angevines mettent en place des campagnes de recrutement dans les départements bretons pour attirer une main-d’œuvre peu qualifiée. Un nombre important de familles bretonnes émigre à Trélazé. En 1936, sur 6079 habitants, 1490 étaient nés en Bretagne.
En 1864 est créée la Société des Ardoisières de Grand'Maison. Le 1er janvier 1891 est créée la Commission des Ardoisières d'Angers, qui regroupe 85 % de la production totale d'ardoise de l'agglomération. En juillet 1894, c'est la Société des Ardoisières de l'Anjou qui est créée, regroupant à Trélazé les carrières de Grand'Maison, Pont-Malembert et l'Aubinière.
L'exploitation s'arrête en 1870 à cause de la guerre franco-prussienne. Le 27 août 1874, Patrice de Mac-Mahon, président de la République, vient visiter les ardoisières. En 1882, on installe une seconde usine électrique pour les carrières des Grands Carreaux et de l'Hermitage.
En 1899, les dernières carrières à ciel ouvert ferment. L'exploitation est désormais entièrement souterraine. En 1909, un premier chevalement métallique est installé au puits no 6 de Grand'Maison.
En 1911, la production d'ardoise du bassin d'Anjou-Mayenne atteint un record, avec 182 000 tonnes produites.

#### Syndicalisme et grèves
En 1848, quelques fendeurs d'ardoises créent le premier syndicat ardoisier.
Le 10 mars 1865, une Caisse de Secours mutuel des travailleurs de Trélazé est mise en place, dirigée par Jean-Baptiste Foucault et le 27 octobre est créée la Société des Compteurs d'ardoises, permettant d'assurer la couverture maladie et vieillesse. La loi Waldeck-Rousseau de 1884 autorisant les syndicats va donner un coup d'accélérateur aux luttes sociales des ouvriers de Trélazé.

Fendeurs d’ardoise de Trélazé photographiés en 1895
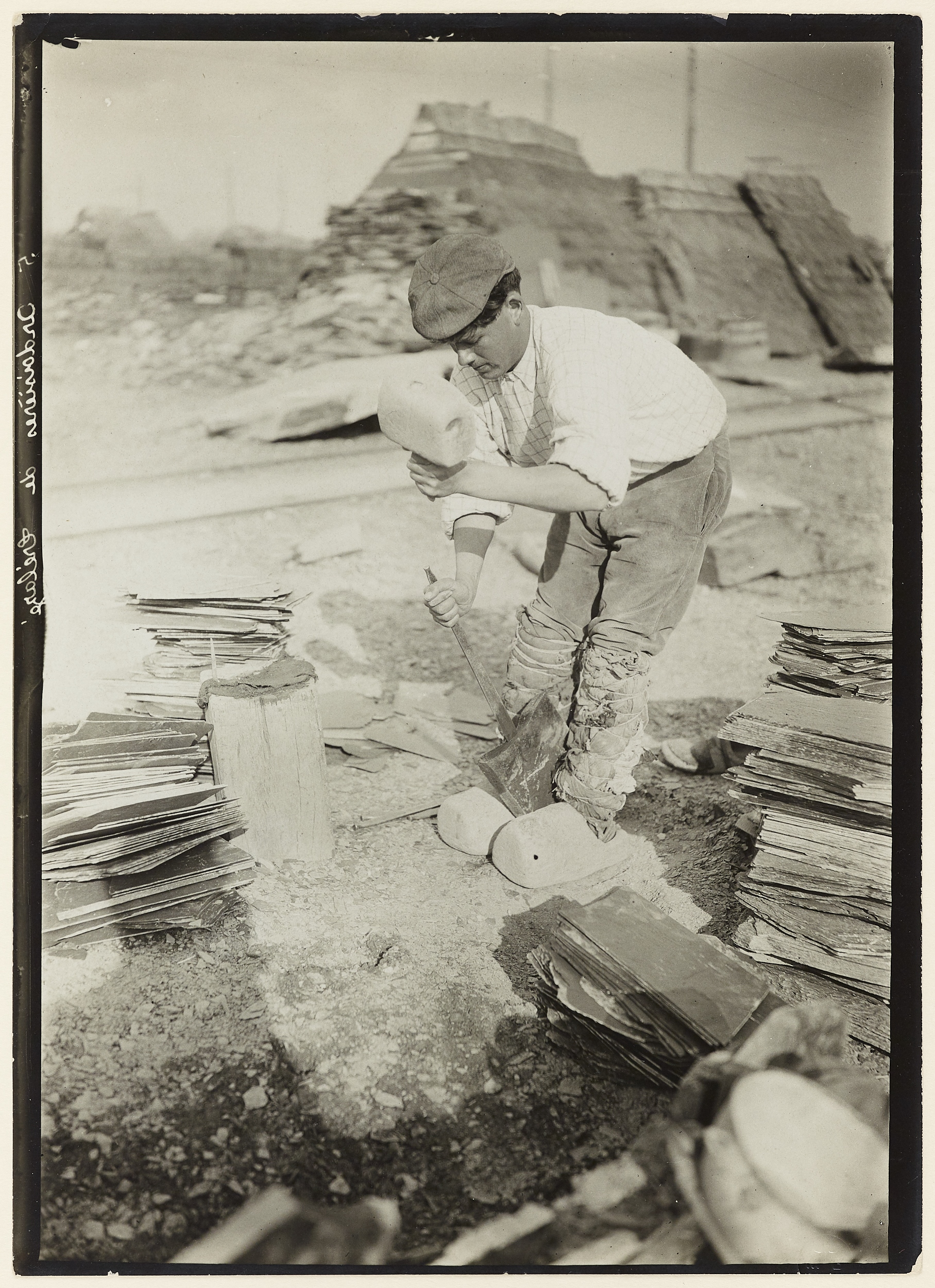
Ardoisières de Trélazé - Paul Géniaux
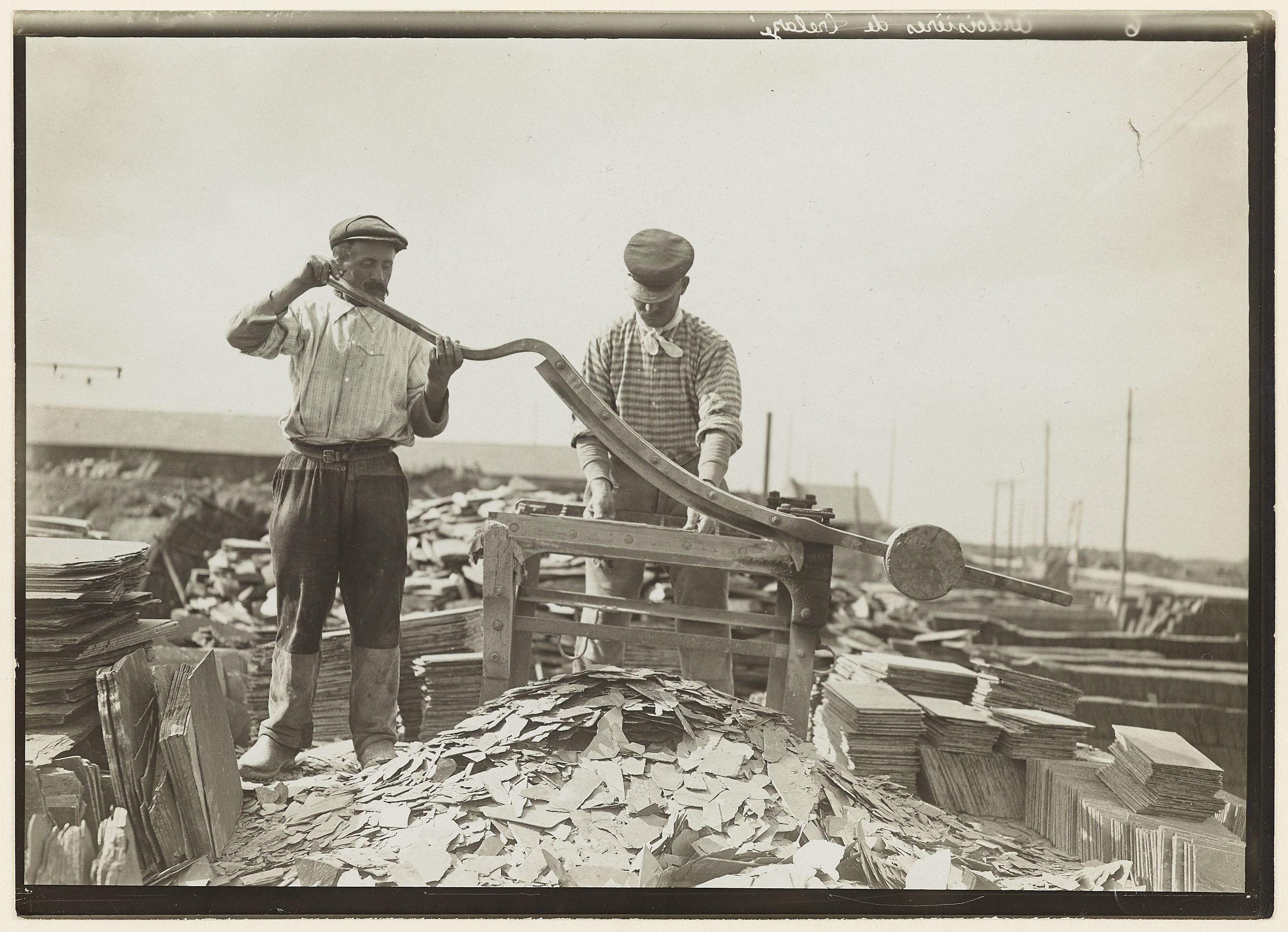
Ardoisières de Trélazé - Paul Géniaux

Le militant anarchiste Joseph Tortelier vient à Trélazé en 1889. À partir de 1890, Ludovic Ménard s'attache à créer un syndicalisme ardoisier, militant notamment pour que le statut d'ardoisier soit assimilé à celui des mineurs. En 1903, c'est l'anarchiste Louise Michel qui vient à Trélazé.
Le bassin ardoisier entre en grève entre juin et juillet 1910. Le 26 juin, Léon Jouhaux prend la parole devant 1 500 ouvriers. L'armée intervient à Trélazé et à Saint-Barthélémy-d'Anjou, faisant de nombreux blessés.
Le 10 septembre 1913, une nouvelle grève est mise en place, qui durera 80 jours. Léon Jouhaux revient et prononce deux discours. L'armée intervient une nouvelle fois. Il faut attendre le 29 novembre pour que le travail reprenne, après le licenciement de 250 ouvriers et un faible aboutissement des revendications salariales.

#### Accidents
L'exploitation ardoisière, par carrière ouverte ou souterraine, n'est pas sans danger pour les ouvriers. Plusieurs accidents notables ont eu lieu dans les exploitations de Trélazé.
Le 14 décembre 1860, un accident tue 9 ouvriers à la carrière des Fresnaies. Le 13 juillet 1877, dans la même carrière, un accident tue 6 ouvriers.
Le 4 juin 1883, la chute d'une voûte souterraine à la Paperie cause la mort de 18 ouvriers (dont 13 resteront ensevelis). Le système d'exploitation en descente sous voûte est abandonné.
En janvier 1905, un accident fait 15 victimes.

### Déclin auXXesiècleet fermeture

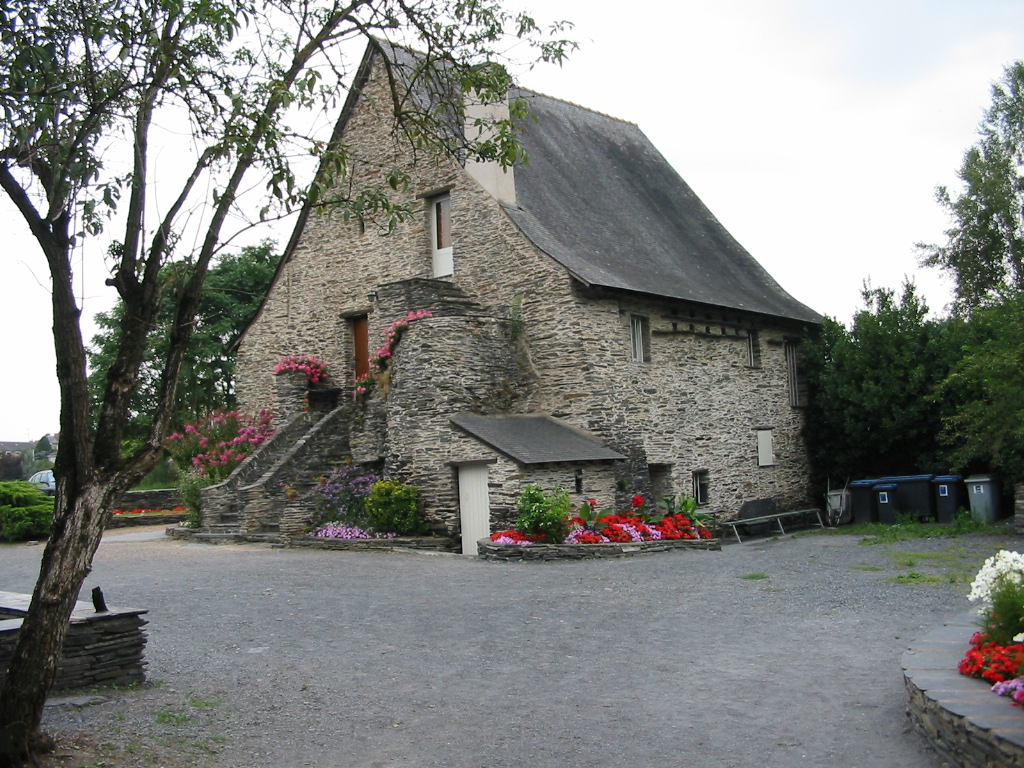
Musée de l’ardoise de Trélazé.

Lors de la Seconde Guerre mondiale, 150 ouvriers des ardoisières sont envoyés travailler en Allemagne. Après la guerre, les ardoisiers obtiennent le statut de mineur.
En 1983, la Société des Ardoisière d'Angers supprime 420 emplois. La Société des Ardoisières de l'Anjou ferme son activité en 1986, fermant le site de Grand'Maison et licenciant 160 ouvriers,.
En 1992, la Société des Ardoisières d'Angers ouvre une carrière à ciel ouvert au lieu-dit La Porée. D'une profondeur de 100 mètres, elle exploite deux veines parallèles. Dans la même année, la Société supprime 207 emplois, dont les 3/4 sur le site de Trélazé. En 1995, l'extraction occupait 293 employés.
Le 25 novembre 2013, faute de pierre exploitable, la direction des Ardoisières d'Angers annonce la fermeture des ardoisières. La société employait encore 153 salariés. Malgré l'opposition des mineurs et d'une partie de la population locale, et l'étude de différentes options pour une reprise, le plan social est signé le 28 mars 2014.

## Patrimoine minier
Huit chevalements métalliques de puits de mines et plusieurs carrières à ciel ouvert transformées en lacs subsistent.

Six des huit chevalements de Trélazé.
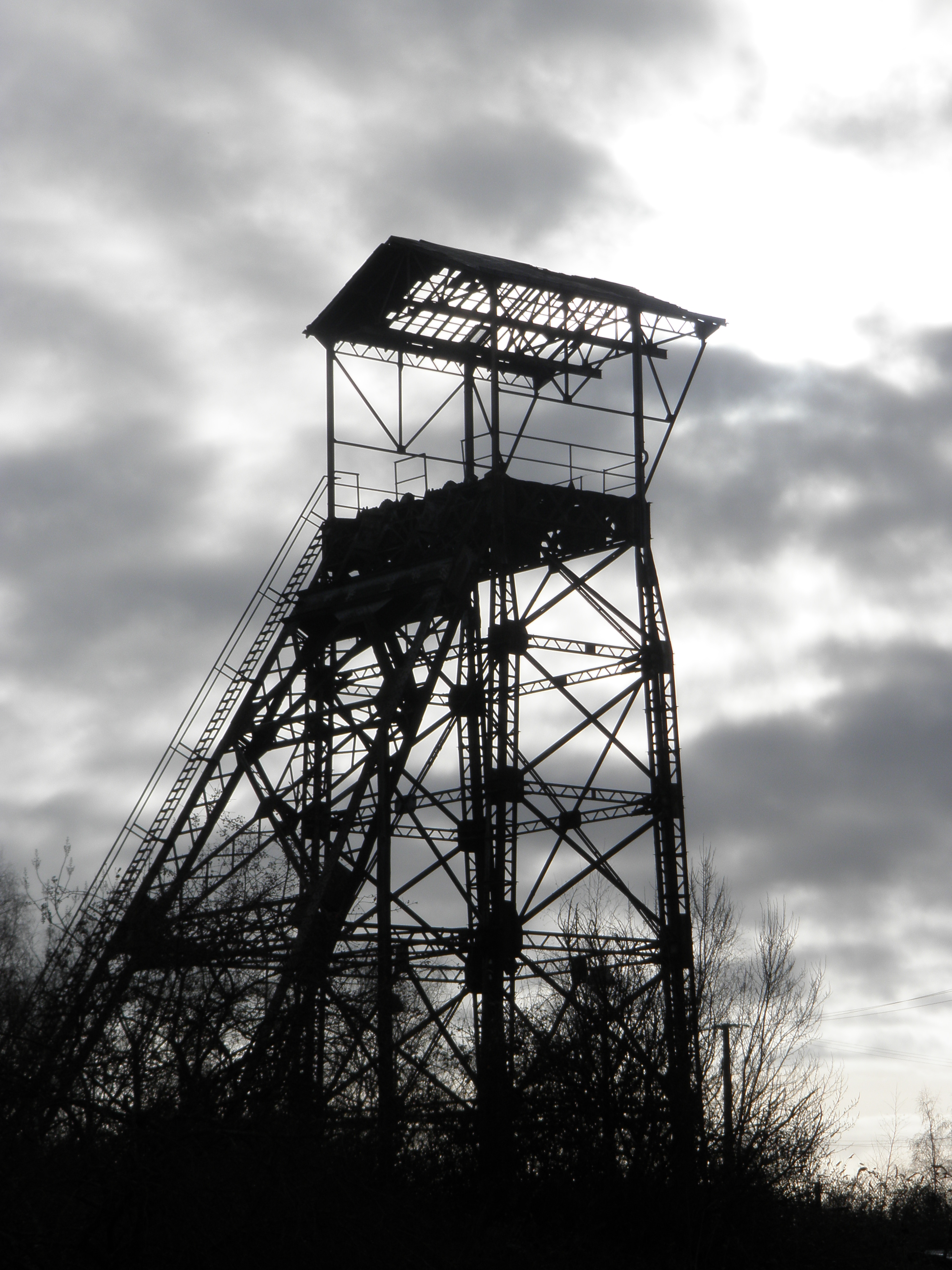
Puits no 3 de Monthibert.
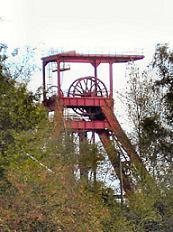
Puits no 7 de Monthibert.
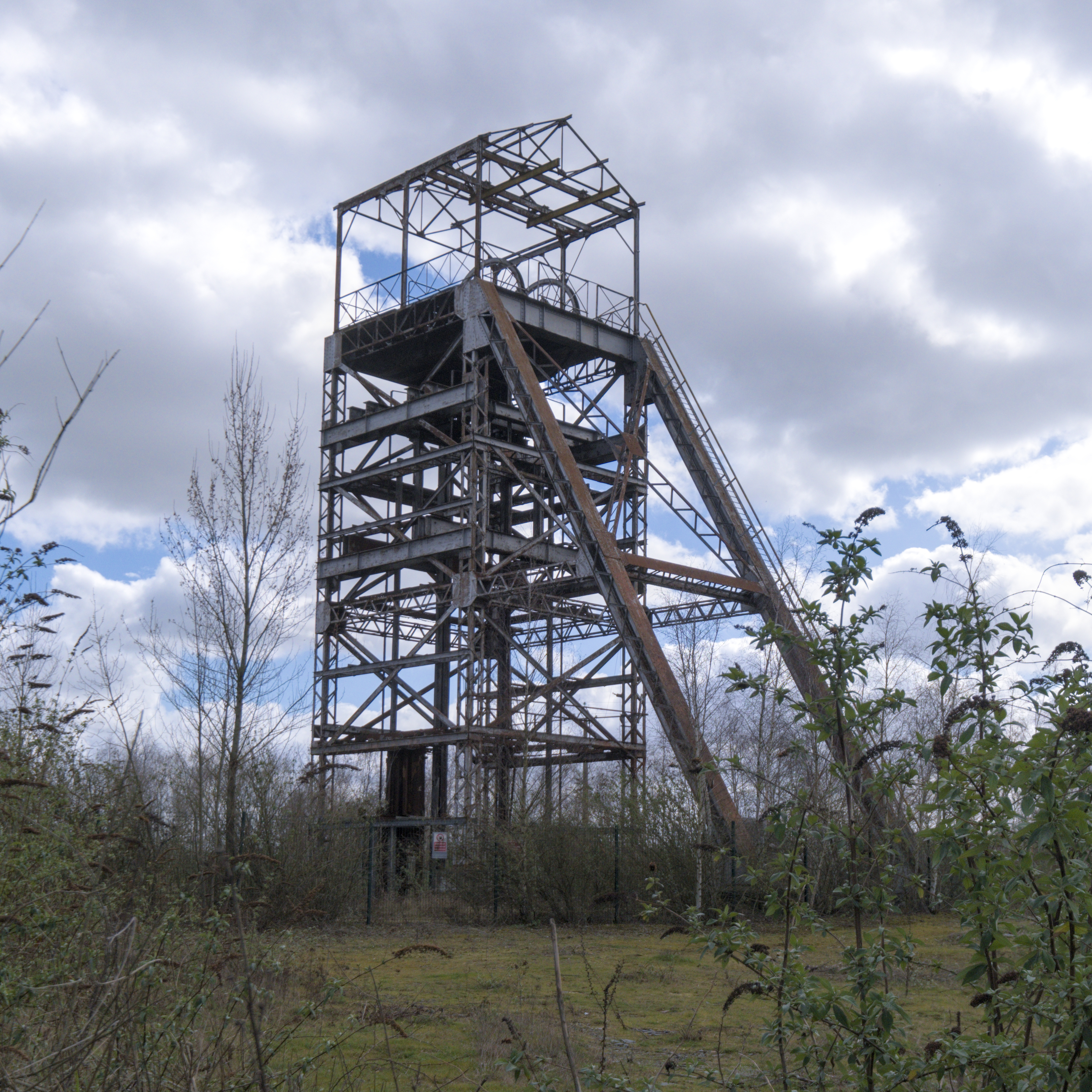
Puits de Champ-Robert.
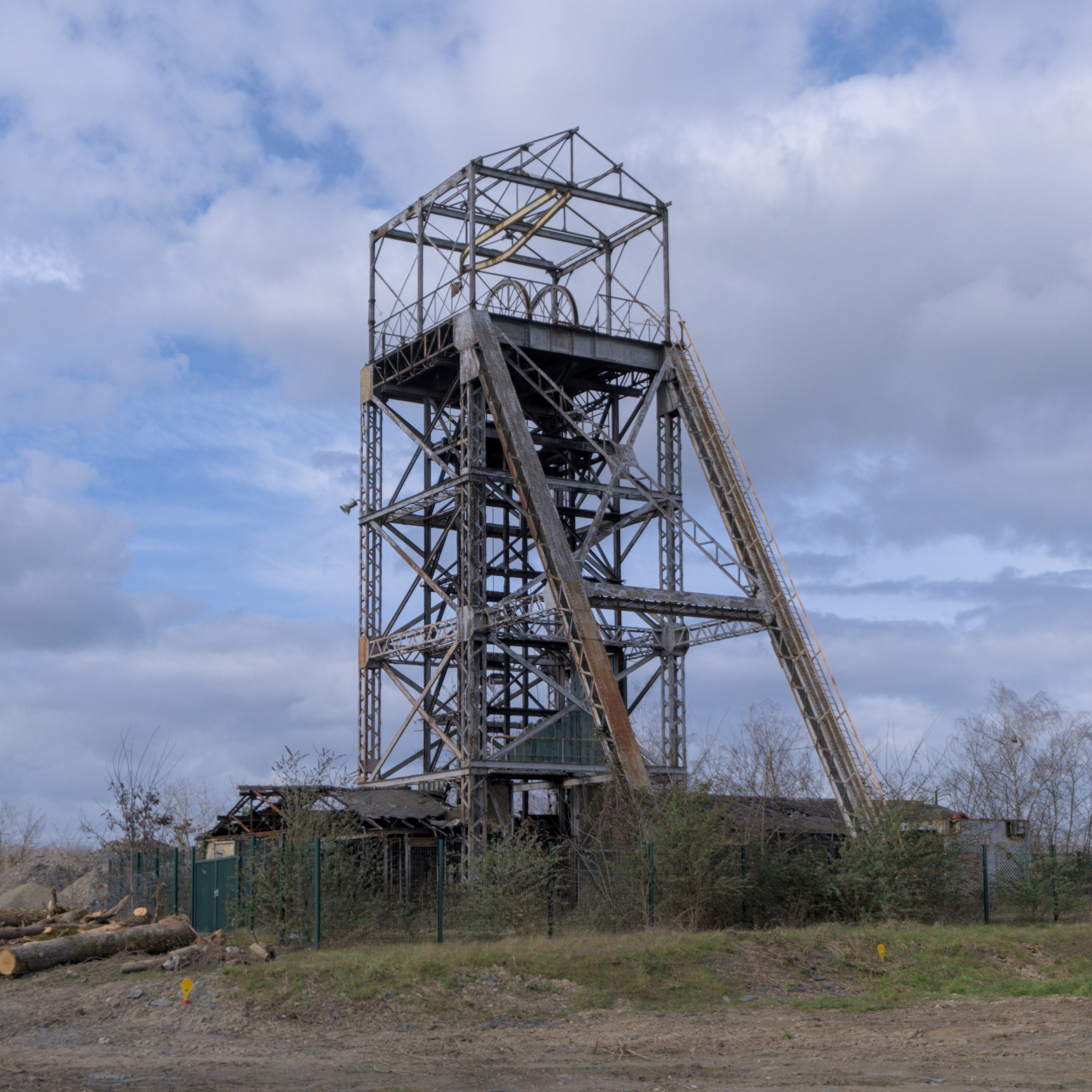
Puits no 25 des Fresnais.
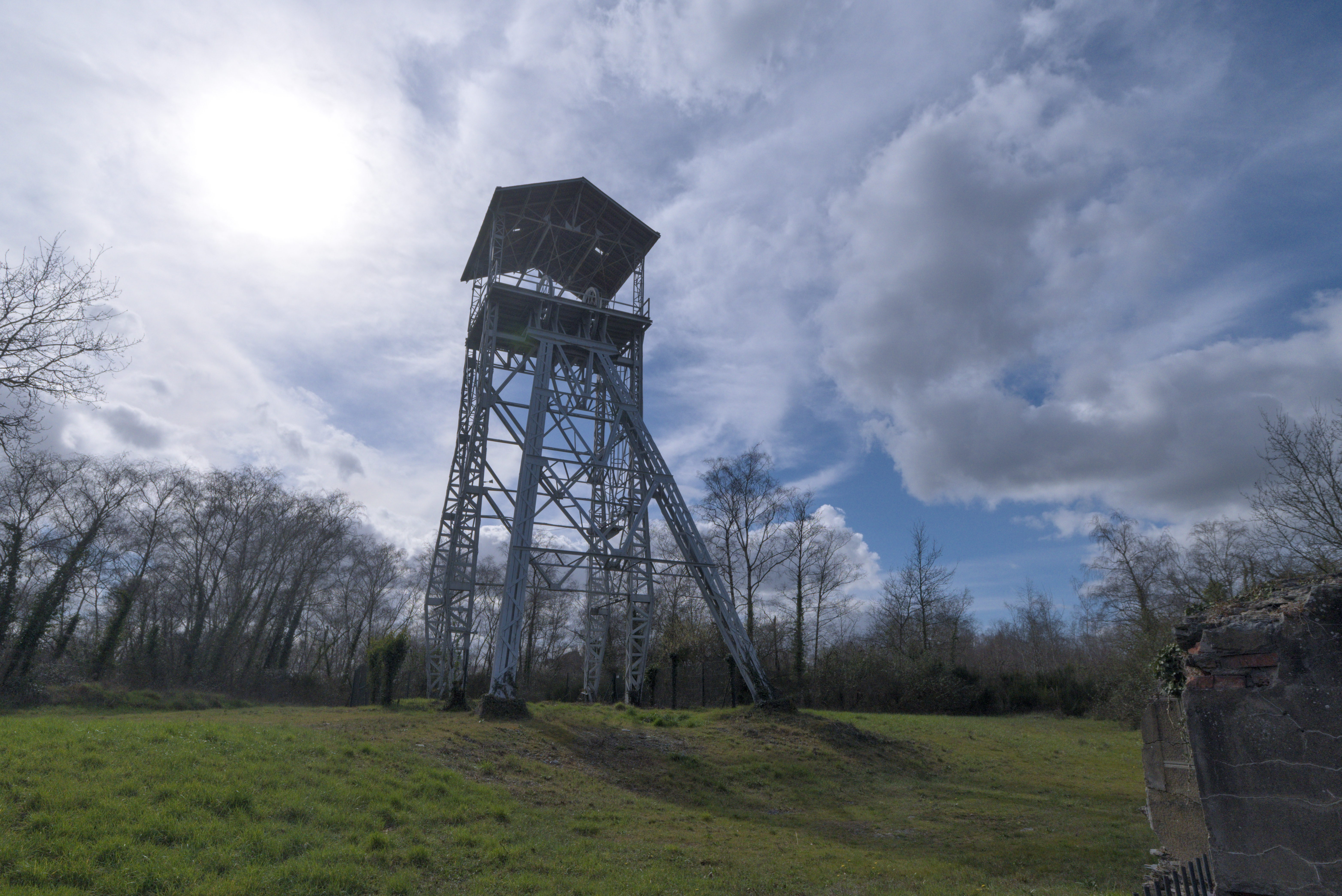
Puits no 26 des Fresnais.
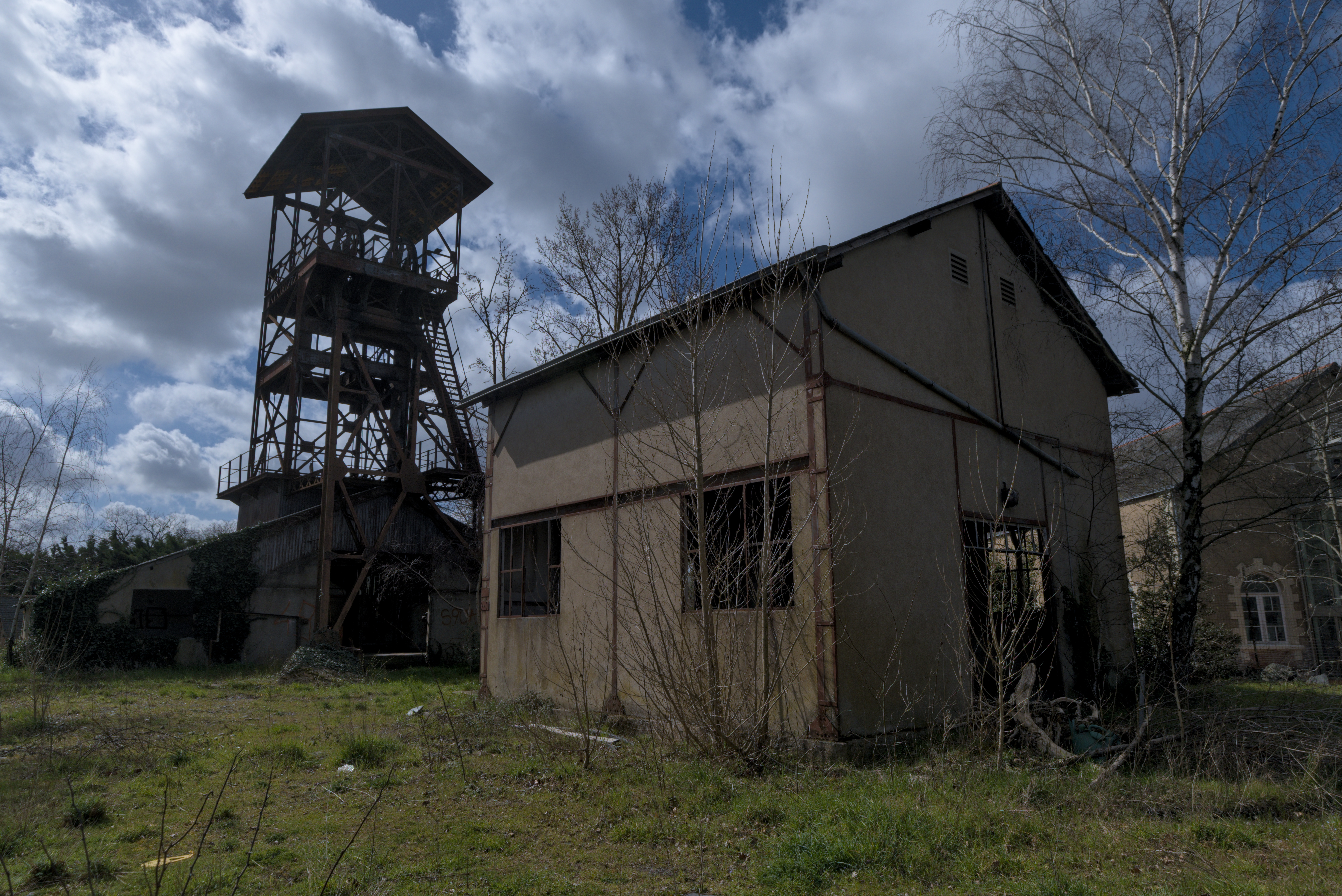
Puits de Grand-Maison.

## Biodiversité
L'ancien site d'exploitation des ardoisières d'Angers-Trélazé a été classé en zone naturelle d'intérêt écologique, faunistique et floristique. Cette zone suburbaine à l'état sauvage est située en bordure de l'agglomération angevine. Le périmètre est limité par l'extension d'Angers, de Trélazé et de Saint-Barthélémy d'Anjou. Cette zone protégée, pour sa biodiversité, couvre une superficie de 148 hectares. Le relief s'élève de 17 à 42 mètres d'altitude. La ZNIEFF des anciennes ardoisières d'Angers-Trélazé présente à la fois des zones humides (anciens fonds), et des zones plus sèches sur lesquelles se développe une végétation lacunaire constituée de mousses et de lichens.